# VII Korpus Pancerny (III Rzesza)
VII Korpus Pancerny (niem. VII. Panzerkorps) – niemiecki korpus pancerny z okresu II wojny światowej

## Historia
Korpus został zorganizowany rozkazem z dnia 18 grudnia 1944 roku w składzie Grupy Armii „Środek” poprzez przekształcenie sztabu 49 Dywizji Piechoty na terenie Prus Wschodnich.
W lutym 1945 roku wszedł w skład 2 Armii Grupy Armii „Wisła” i walczył na terenie Prus Wschodnich. W czasie walk poniósł ciężkie straty i w marcu został wycofany do odwodu OKH, gdzie pozostał do końca wojny.

## Dowódca
- gen. wojsk panc. Mortimer von Kessel (1944 – 1945)

## Skład korpusu
Jednostki korpuśne
- 407 dowództwo artylerii (Arko 407)
- 47 korpuśny batalion łączności (Korps-Nachrichten-Abteilung 47)
- 407 korpuśny batalion zaopatrzenia (Korps-Nachschubtruppen 407)

Styczeń 1945
- Dywizja Grenadierów Pancernych „Großdeutschland” (Panzergrenadier-Division "Großdeutschland")
- 24 Dywizja Pancerna (24. Panzer-Division)
- 299 Dywizja Piechoty (299. Infanterie-Division)
- 18 Dywizja Grenadierów Pancernych (18. Panzergrenadier-Division)
- 23 Dywizja Piechoty (23. Infanterie-Division)

Marzec 1945
- 4 Dywizja Grenadierów Pancernych SS Polizei (4. SS-Polizei-Panzer-Grenadier-Division)
- 7 Dywizja Pancerna (7. Panzer-Division)